# Wandella barbarella
Espèce
Wandella barbarella est une espèce d'araignées aranéomorphes de la famille des Filistatidae.

## Distribution
Cette espèce est endémique d'Australie-Occidentale. Elle se rencontre dans le parc national Walyunga, dans la réserve East Yorkrakine, à Geraldton, à Dandaragan, à Leonora, à Carnarvon et dans la chaîne du Cap,.

## Description
Les mâles mesurent de 2,9 à 3,2 mm et les femelles de 3,1 à 5,2 mm.

## Étymologie
Cette espèce est nommée en l'honneur de Barbara York Main.

## Publication originale
- Gray, 1994 : A review of the filistatid spiders (Araneae: Filistatidae) of Australia. Records of the Australian Museum, vol. 46, no 1, p. 39-61 (texte intégral).